# 科羅納 (阿拉巴馬州)
科羅納（英語：Corona）是位於美國阿拉巴馬州沃克縣的一個非建制地區。該地的面積和人口皆未知。

## 地理
科羅納的座標為33°42′30″N 87°28′10″W / 33.70833°N 87.46944°W，而該地的平均海拔高度為99米（即325英尺）。